# Neukölln-Mittenwalder Eisenbahn
| Bahnhof Teltowkanal | |                                                             |                                                             |
| Streckennummer (DB): | 6543 (Mittenwalde–Zossen) |                                                             |                                                             |
| Kursbuchstrecke (DB): | 98d (Hermannstraße – Mittenwalde Ost 1934) 107f (Neukölln Hermannstr – Mittenwalde (Mark) Ost 1946) 107g (Mittenwalde (Mark) Ost – Zossen West 1946) |                                                             |                                                             |
| Streckenlänge: | 28,8 km |                                                             |                                                             |
| Spurweite: | 1435 mm (Normalspur) |                                                             |                                                             |
| | |                                                             |                                                             |
| \| \| \| von Neukölln \| \| \| \| 0,0 \| Berlin Hermannstraße (Groß Rixdorf) \| Berlin Hermannstraße (Groß Rixdorf) \| \| \| \| Ringbahn nach Berlin Südkreuz \| \| \| \| \| Anschluss bis Hafen Tempelhof \| \| \| \| \| Teltowkanal \| \| \| \| 2,7 \| Berlin Teltowkanal \| Berlin Teltowkanal \| \| \| \| Anschluss bis Ullstein-Druckhaus \| \| \| \| \| Anschluss Gradestraße \| \| \| \| \| BSR-Müllwerk Gradestraße \| \| \| \| 4,2 \| Berlin-Britz \| Berlin-Britz \| \| \| 6,5 \| Berlin-Buckow \| Berlin-Buckow \| \| \| 8,7 \| Berlin-Rudow Nord \| Berlin-Rudow Nord \| \| \| \| Industriestammgleis Rudow \| \| \| \| 9,8 \| Berlin-Rudow \| Berlin-Rudow \| \| \| 10,8 \| Berlin-Rudow Süd \| Berlin-Rudow Süd \| \| \| \| Landesgrenze Berlin–Brandenburg \| \| \| \| \| Güteraußenring \| \| \| \| \| vom Güteraußenring \| \| \| \| 13,1 \| Schönefeld (Kr Teltow) Dorf \| Schönefeld (Kr Teltow) Dorf \| \| \| \| Anschluss zur Henschelbahn \| \| \| \| 16,8 \| Selchow \| Selchow \| \| \| 19,3 \| Groß Kienitz \| Groß Kienitz \| \| \| 21,8 \| Brusendorf \| Brusendorf \| \| \| 27,0 \| Mittenwalde (Mark) Nord \| Mittenwalde (Mark) Nord \| \| \| \| Mittenwalde (Mark) Krankenhaus \| \| \| \| \| \| \| \| \| \| \| \| \| \| 28,8 \| Mittenwalde (Mark) Ost nach Königs Wusterhausen und Töpchin \| Mittenwalde (Mark) Ost nach Königs Wusterhausen und Töpchin \| \| \| \| \| \| \| \| \| \| \| \| \| 31,1 \| Schöneicher Plan \| Schöneicher Plan \| \| \| 32,6 \| Telz (1945–1947)[1] \| Telz (1945–1947)[1] \| \| \| 36,6 \| Dabendorf Süd (1945–1947)[2] \| Dabendorf Süd (1945–1947)[2] \| \| \| 37,4 \| Zossen Zoa von Rangsdorf \| Zossen Zoa von Rangsdorf \| \| \| 38,6 \| Zossen \| Zossen \| \| \| \| nach Jüterbog und nach Wünsdorf \| \| | |                                                             |                                                             |
| Strecke | | von Neukölln                                                | von Neukölln                                                |
| Bahnhof mit S-Bahn-Halt | 0,0 | Berlin Hermannstraße (Groß Rixdorf)                         | Berlin Hermannstraße (Groß Rixdorf)                         |
| Abzweig geradeaus und nach rechts | | Ringbahn nach Berlin Südkreuz                               | Ringbahn nach Berlin Südkreuz                               |
| Abzweig geradeaus und ehemals nach rechts | | Anschluss bis Hafen Tempelhof                               | Anschluss bis Hafen Tempelhof                               |
| Brücke über Wasserlauf | | Teltowkanal                                                 | Teltowkanal                                                 |
| Dienststation / Betriebs- oder Güterbahnhof | 2,7 | Berlin Teltowkanal                                          | Berlin Teltowkanal                                          |
| Abzweig geradeaus und ehemals von rechts | | Anschluss bis Ullstein-Druckhaus                            | Anschluss bis Ullstein-Druckhaus                            |
| Abzweig geradeaus und nach links | | Anschluss Gradestraße                                       | Anschluss Gradestraße                                       |
| Abzweig geradeaus und von links | | BSR-Müllwerk Gradestraße                                    | BSR-Müllwerk Gradestraße                                    |
| ehemaliger Bahnhof | 4,2 | Berlin-Britz                                                | Berlin-Britz                                                |
| ehemaliger Haltepunkt / Haltestelle | 6,5 | Berlin-Buckow                                               | Berlin-Buckow                                               |
| Dienststation / Betriebs- oder Güterbahnhof | 8,7 | Berlin-Rudow Nord                                           | Berlin-Rudow Nord                                           |
| Abzweig ehemals geradeaus und nach links | | Industriestammgleis Rudow                                   | Industriestammgleis Rudow                                   |
| Haltepunkt / Haltestelle (Strecke außer Betrieb) | 9,8 | Berlin-Rudow                                                | Berlin-Rudow                                                |
| Haltepunkt / Haltestelle (Strecke außer Betrieb) | 10,8 | Berlin-Rudow Süd                                            | Berlin-Rudow Süd                                            |
| Grenze (Strecke außer Betrieb) | | Landesgrenze Berlin–Brandenburg                             | Landesgrenze Berlin–Brandenburg                             |
| Kreuzung geradeaus unten (Strecken außer Betrieb) | | Güteraußenring                                              | Güteraußenring                                              |
| Abzweig geradeaus und von links (Strecke außer Betrieb) | | vom Güteraußenring                                          | vom Güteraußenring                                          |
| Bahnhof (Strecke außer Betrieb) | 13,1 | Schönefeld (Kr Teltow) Dorf                                 | Schönefeld (Kr Teltow) Dorf                                 |
| Abzweig geradeaus und nach links (Strecke außer Betrieb) | | Anschluss zur Henschelbahn                                  | Anschluss zur Henschelbahn                                  |
| Bahnhof (Strecke außer Betrieb) | 16,8 | Selchow                                                     | Selchow                                                     |
| Haltepunkt / Haltestelle (Strecke außer Betrieb) | 19,3 | Groß Kienitz                                                | Groß Kienitz                                                |
| Haltepunkt / Haltestelle (Strecke außer Betrieb) | 21,8 | Brusendorf                                                  | Brusendorf                                                  |
| Haltepunkt / Haltestelle (Strecke außer Betrieb) | 27,0 | Mittenwalde (Mark) Nord                                     | Mittenwalde (Mark) Nord                                     |
| Haltepunkt / Haltestelle (Strecke außer Betrieb) | | Mittenwalde (Mark) Krankenhaus                              | Mittenwalde (Mark) Krankenhaus                              |
| Verschwenkung von links (Strecke außer Betrieb) | |                                                             |                                                             |
| | |                                                             |                                                             |
| Abzweig geradeaus, nach links und von links (Strecke außer Betrieb) · Betriebs-/Güterbahnhof Strecke bis hier außer Betrieb und quer | 28,8 | Mittenwalde (Mark) Ost nach Königs Wusterhausen und Töpchin | Mittenwalde (Mark) Ost nach Königs Wusterhausen und Töpchin |
| | |                                                             |                                                             |
| Verschwenkung nach links (Strecke außer Betrieb) | |                                                             |                                                             |
| Betriebs-/Güterbahnhof Strecke bis hier außer Betrieb | 31,1 | Schöneicher Plan                                            | Schöneicher Plan                                            |
| ehemaliger Haltepunkt / Haltestelle | 32,6 | Telz (1945–1947)                                            | Telz (1945–1947)                                            |
| ehemaliger Haltepunkt / Haltestelle | 36,6 | Dabendorf Süd (1945–1947)                                   | Dabendorf Süd (1945–1947)                                   |
| Abzweig geradeaus und von rechts | 37,4 | Zossen Zoa von Rangsdorf                                    | Zossen Zoa von Rangsdorf                                    |
| Bahnhof | 38,6 | Zossen                                                      | Zossen                                                      |
| Abzweig geradeaus und ehemals nach rechts | | nach Jüterbog und nach Wünsdorf                             | nach Jüterbog und nach Wünsdorf                             |

Die Neukölln-Mittenwalder Eisenbahn-Gesellschaft (NME) nahm unter dem Namen Rixdorf-Mittenwalder Eisenbahn-Gesellschaft am 28. September 1900 ihren Betrieb auf. Die Strecke verband den Bahnhof Hermannstraße in Berlin-Neukölln an der Ringbahn mit Mittenwalde in der Mark Brandenburg und wurde am 26. Mai 1903 bis Schöneicher Plan verlängert. Für den Güterverkehr sind heute nur noch kurze Teilstrecken im nördlichen und südlichen Bereich der Strecke in Betrieb.

## Geschichte

### Bau und Erste Betriebsjahrzehnte
Abseits der Staatsbahnlinien herrschte auch gegen Ende des 19. Jahrhunderts verkehrstechnisch gesehen noch fast das Mittelalter. Das meistbenutzte Transportmittel für Güter war das Pferdefuhrwerk, das – angetrieben durch zwei Pferdestärken – mit etwa ein bis zwei Tonnen Ladung langsam über die Chausseen und Feldwege rumpelte. Daneben gab es noch natürliche oder künstliche Wasserwege, das kräftezehrende Staken wurde im Sommer bei Niedrigwasser und im Winter bei Eisgang oft behindert oder unmöglich.
Um wenig erschlossene Regionen in den wirtschaftlichen Aufschwung der damaligen Zeit einbeziehen zu können, erließ der preußische Staat das Preußische Kleinbahngesetz, das am 28. Juli 1892 in Kraft trat. Damit konnten die Errichtung und der Betrieb von Strecken untergeordneter Bedeutung wesentlich einfacher und kostengünstiger vonstattengehen.
In dieser Situation entwickelten einige Bauern und Unternehmer, vornehmlich die Ziegeleibesitzer auf dem Schöneicher Plan, die Initiative, den Bau einer direkt nach Berlin führenden Bahn voranzutreiben. Auch das Interesse des Rixdorfer Grundbesitzer-Vereins an der billigeren Anlieferung von Hintermauerungssteinen für den boomenden Wohnungsbau führte am 6. Juni 1899 zur Gründung der Aktiengesellschaft für die Kleinbahn Rixdorf–Mittenwalde. Als finanzkräftiger Partner, der auch die Planung, den Bau und den Betrieb übernahm, konnte die Firma Vering & Waechter gewonnen werden. Diese übernahm später auch die Aktienmehrheit vom Landkreis Teltow.

Aktie über 1000 RM der Neukölln-Mittenwalder Eisenbahn-Gesellschaft vom 1. April 1936

Bei der Umbenennung der Stadt Rixdorf am 27. Januar 1912 zu Neukölln ließ sich die Gesellschaft bis zum 4. Oktober 1919 Zeit, um die Namensänderung zu übernehmen. Zur Erschließung des Industriegebiets Tempelhof-Ost mit Fabriken wie Sarotti oder Standard Elektrik Lorenz (SEL) führte ein Nebengleis parallel zum Teltowkanal entlang der Teilestraße und Ordensmeisterstraße bis zum Hafen Tempelhof. Das Gleis ist heute nur noch bis zum Westende der Teilestraße an der Kreuzung mit der Komturstraße vorhanden, aber nicht mehr an die NME angebunden. Besonders für SEL hatte der Bahnanschluss erhebliche wirtschaftliche Bedeutung:

„Zum wichtigsten Transportmittel der vielen Ausgangsmaterialien für die Produkte der Lorenz AG gehörte das normalspurige Firmenanschlussgleis […]. Alles, was nicht sonderlich schwer und groß war, wurde hiermit angeliefert: Drähte und Bänder, Stangen und Bleche, ob aus Holz oder aus Metall.“

Im Jahre 1936 beteiligte sich die NME zu einem Drittel am Kapital der Königs Wusterhausen-Mittenwalde-Töpchiner Kleinbahn, mit der in Mittenwalde eine Gleisverbindung bestand. Ferner wurde noch im selben Jahr eine Gleisverbindung zur Henschelbahn realisiert und so ein Anschluss zu den Henschel Flugzeug-Werken geschaffen. Damit konnte vor allem der Personentransport für Arbeiter und Zwangsarbeiter der Flugzeugwerke während des Zweiten Weltkriegs sichergestellt werden.

### Nachkriegszeit und Teilung Berlins

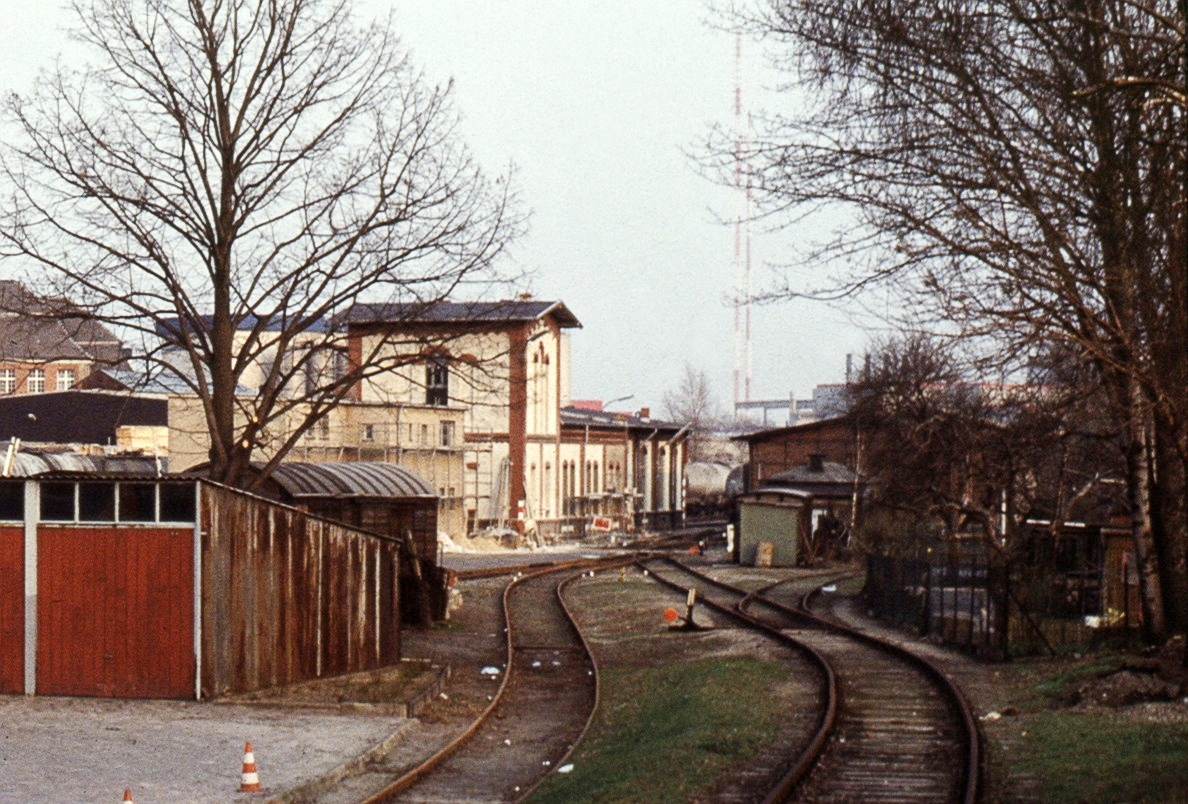
Bahnhof Berlin Teltowkanal (Straßenseite), im Vordergrund das Anschlussgleis zur Ullsteinstraße, 1988

Noch zum Ende des Zweiten Weltkriegs begannen Arbeiten für eine Verbindung von Schöneicher Plan Richtung Zossen, die südlich von Dabendorf die Dresdener Bahn erreichte. Im September 1945 wurde die Strecke eingeweiht, kurz darauf allerdings als Reparationsleistung an die Sowjetunion wieder abgebaut. Mit der Teilung Berlins wurde jedoch die Bedeutung der Strecke zur Umfahrung West-Berlins von Ostdeutscher Seite erkannt (auch der Güteraußenring verlief in Teilen durch West-Berlin) und die Strecke 1950 wieder in Betrieb genommen. Kurzzeitig gab es eine Zugverbindung vom Bahnhof Berlin-Grünau über eine Verbindungskurve zum Güteraußenring, Altglienicke und Grünbergallee, eine Verbindungskurve zur NME, Schönefeld (Kr. Teltow) Dorf, Mittenwalde (Mark) bis nach Töpchin.
Besondere Bedeutung hatte die NME auch nach dem Krieg, da sie auf sowjetischen Befehl die Versorgung des Berliner Südens mit Kohle aus dem Senftenberger und Lausitzer Revier realisieren musste. Sie stellte die einzige, provisorisch wieder errichtete, Brückenverbindung über den Teltowkanal im Süden Berlins dar.
Im Zuge der Blockade wurde auf Befehl der Alliierten Westmächte die Flughafenbahn Tempelhof mit einem direkten Anschluss zur NME unter Umgehung der Deutschen Reichsbahn versehen und der NME somit eine wichtige Rolle beim Transport der Hilfsgüter zugewiesen. Durch die Berlin-Blockade 1948 wurde der Verkehr über die Stadtgrenze hinaus dauerhaft unterbrochen. Der Personenverkehr wurde auf DDR-Gebiet bis Mittenwalde Nord 1951, bis Mittenwalde Ost 1952 und auf Berliner Gebiet am 1. Mai 1955 eingestellt. Seitdem wird auf dem restlichen Streckenabschnitt in Berlin ausschließlich Güterverkehr durchgeführt.
Nach der Errichtung der Berliner Mauer 1961 mussten die Züge zum Durchfahren eines auf DDR-Gebiet liegenden, 300 Meter langen Gleisabschnitts zwischen Buckow und Rudow zwei Grenztore passieren.
1963 wurde das Kraftwerk Rudow in Betrieb genommen. Dessen Versorgung mit Kohle, Steinmehl, Kalk und Ammoniak wurde für die nächsten 40 Jahre der Schwerpunkt des Bahnbetriebes auf der Strecke. Gleichzeitig wurde zur Umfahrung der 300 Meter auf DDR-Gebiet eine 1,2 Kilometer lange Umgehungsstrecke gebaut, um die Versorgung des Kraftwerks unabhängig von möglichen Willkürmaßnahmen seitens der DDR sicherzustellen. Die ursprüngliche Strecke im Bereich Rudow, die an der Berliner Stadtgrenze unterbrochen war, wurde 1982 aufgegeben und anschließend abgebaut.
Die Strecke von Mittenwalde über Schöneicher Plan in Richtung Zossen hingegen erreichte nach dem Krieg ihre Blütezeit, als wichtige Verbindung für den Personen- und Güterverkehr. Mit der Inbetriebnahme des Berliner Außenrings 1951 war die Strecke dann jedoch nur noch für den lokalen Verkehr, als Umleitungsstrecke sowie für strategische Zwecke von Bedeutung. Am 25. April 1974 wurde der Personenverkehr auch hier eingestellt.
Bei der Planung der Stadtautobahnen für West-Berlin wurde für die Osttangente vom Kreuz Tempelhof aus die Nutzung der Trasse der NMK westlich der Schaffhausener Straße vorgesehen.

### Nach der Wende

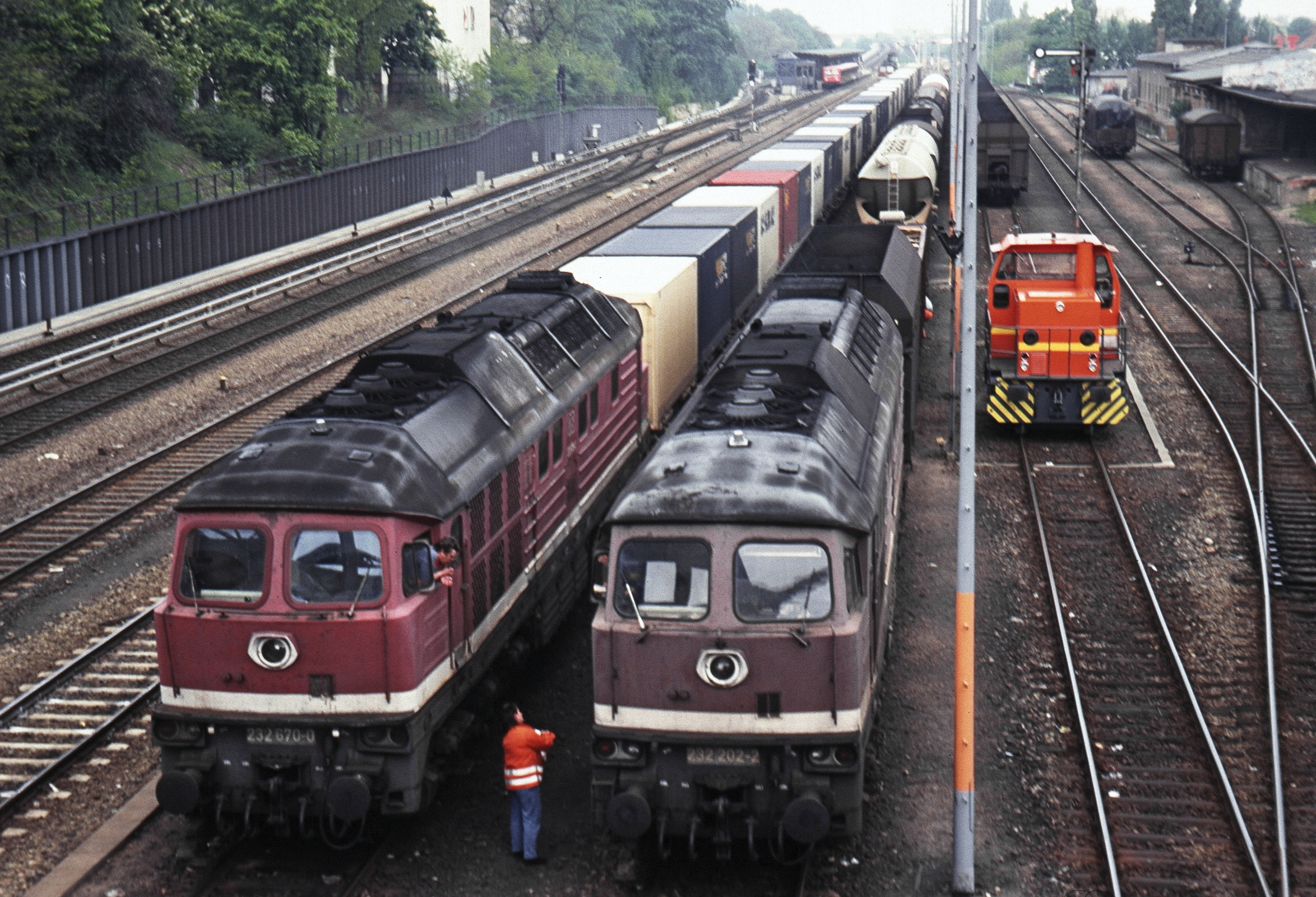
Übergabebahnhof Neukölln, rechts die ML 00610 der NME, 1996

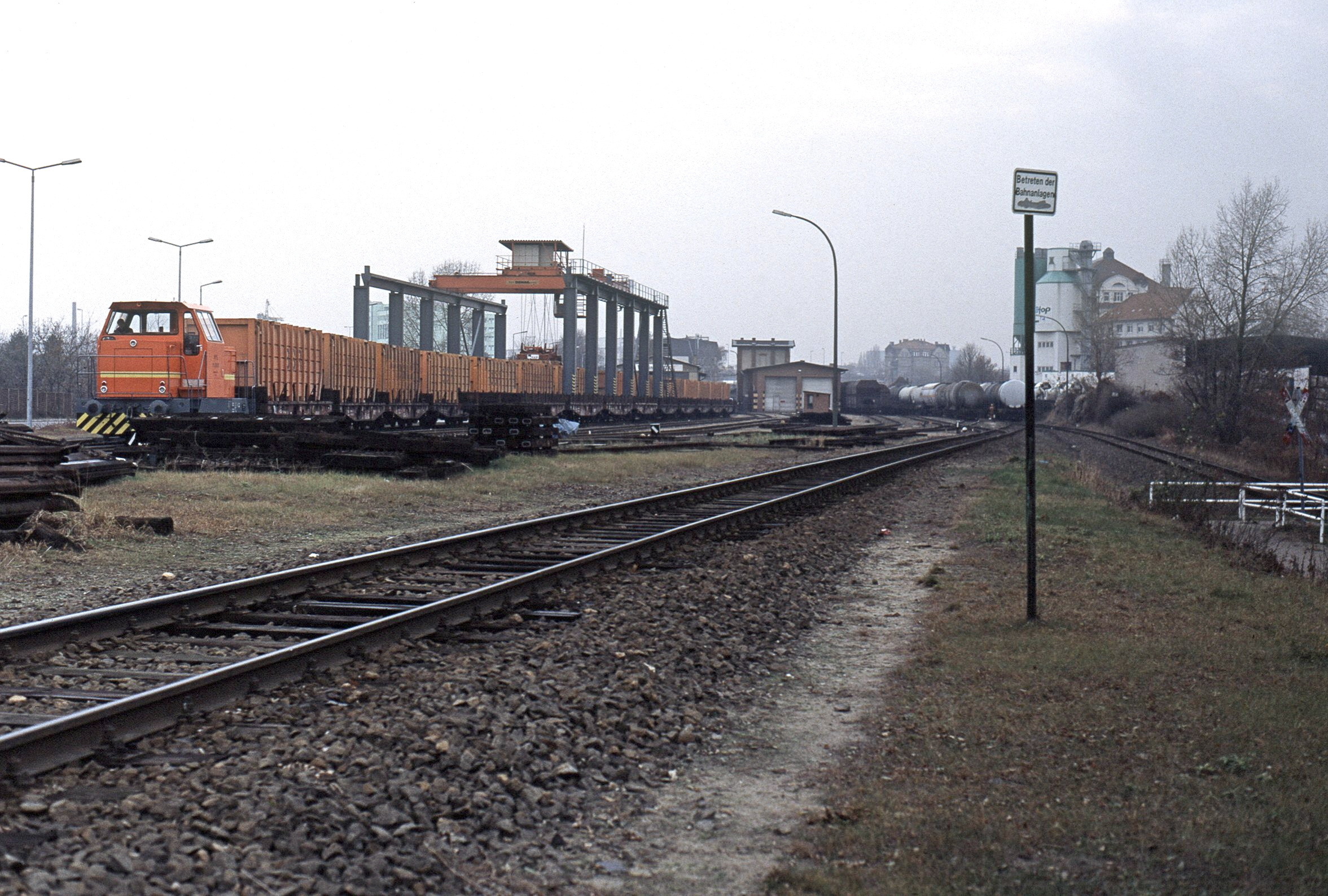
Umladeanlage für Müllcontainer im Bahnhof Berlin Teltowkanal, Lok ML 00610, rechts das Anschlussgleis zur Gradestraße, 1997

Die Einstellung des Güterverkehrs auf dem Abschnitt Schöneicher Plan–Mittenwalde folgte dann zum 1. Januar 2001. Der Restabschnitt von Schöneicher Plan nach Dabendorf diente noch bis Ende 2011 für Abfalltransporte zur Deponie Schöneicher Plan. Auf der NME-Stammstrecke in Berlin wurde in den 1990er Jahren mit zwei Millionen Tonnen Transportaufkommen der höchste Wert erreicht, als Erdaushubmaterial vom Bau der Stadtautobahn und des Nord-Süd-Tunnels zu einer per Gleisanschluss an die NME angebundenen ehemaligen Deponie in Großziethen befördert wurde.
Ab 1997 begann, zunächst mit dem Ende der Erdarbeiten, im Güterverkehr der kontinuierliche Rückgang der Transportmengen. Im Jahr 2003 fiel mit der Stilllegung des Kraftwerkes Rudow auch der Kohleverkehr als wichtiges Standbein des Güterverkehrs weg. Noch im selben Jahr erhielt das BSR-Müllwerk Gradestraße einen direkten Anschluss an die Strecke, so dass die zehn Jahre zuvor errichtete Müllumladestation am etwas weiter nördlich gelegenen Bahnhof Teltowkanal aufgegeben und zurückgebaut werden konnte. In der Folge wurde der Übergabebahnhof in Berlin-Neukölln an der Ringbahn im Dezember 2008 auf zwei Gleise zurückgebaut; 2011 wurde die Stilllegung der südwestlichen Hälfte des Bahnhofs Teltowkanal (alte Müllumladestation) eingeleitet.
Mit dem Ende der Hausmüll-Sortierung im BSR-Müllwerk an der Gradestraße (Jahresende 2011) wurde zum 1. Januar 2012 auch der charakteristische Mülltransport auf der Schiene von Berlin-Neukölln über DB-Strecke nach Schöneicher Plan, nach 20 Jahren, eingestellt. Zuletzt war dieser von der Havelländischen Eisenbahn durchgeführt worden. Die Bedienung des Tanklagers in Rudow musste im März 2012 wegen Unterspülung von Gleisanlagen eingestellt werden. Rechtliche Auseinandersetzungen verhinderten eine zeitnahe Instandsetzung, so dass der Betrieb erst ein Jahr später wieder aufgenommen werden konnte. Der Gleisanschluss zur ehemaligen Deponie Großziethen wurde 2012/2013 abgebaut.
Anfang 2021 wurde auch die Baustoffversorgung des Betonwerks in der Saalburgstraße auf Straßentransporte umgestellt. Trotz Personaleinsparung war für die NME damit kein wirtschaftlicher Betrieb mehr möglich. Zum 31. Dezember 2022 stellte deren Geschäftsleitung den eigenen Bahnbetrieb ein, um fortan nur noch als Eisenbahninfrastrukturunternehmen tätig zu sein. Seit dem 1. Januar 2023 führen andere Eisenbahnunternehmen die Transporte auf den Gleisen der NME durch.

## Streckenführung

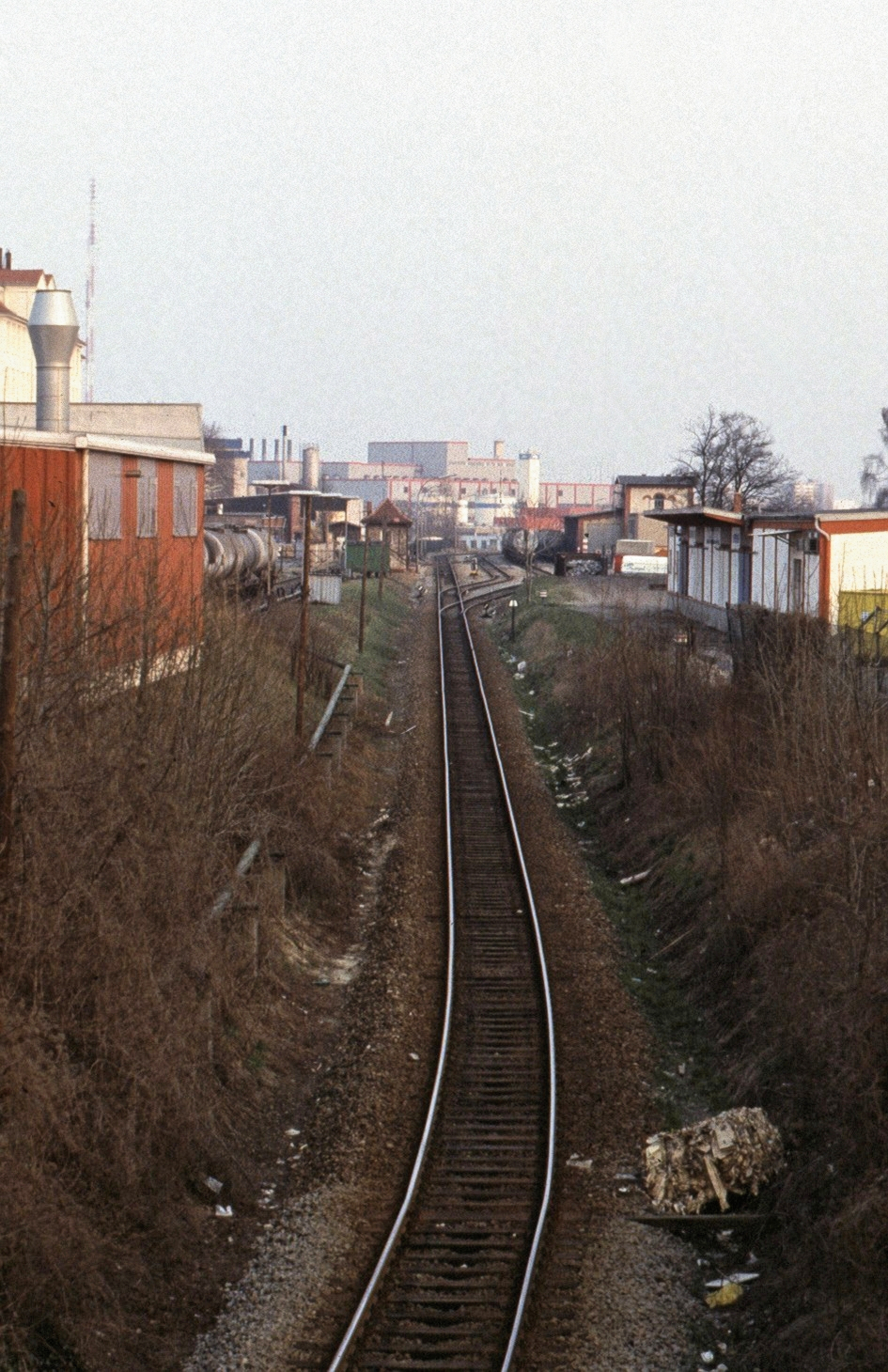
Bahnhof Berlin Teltowkanal von Norden, 1988

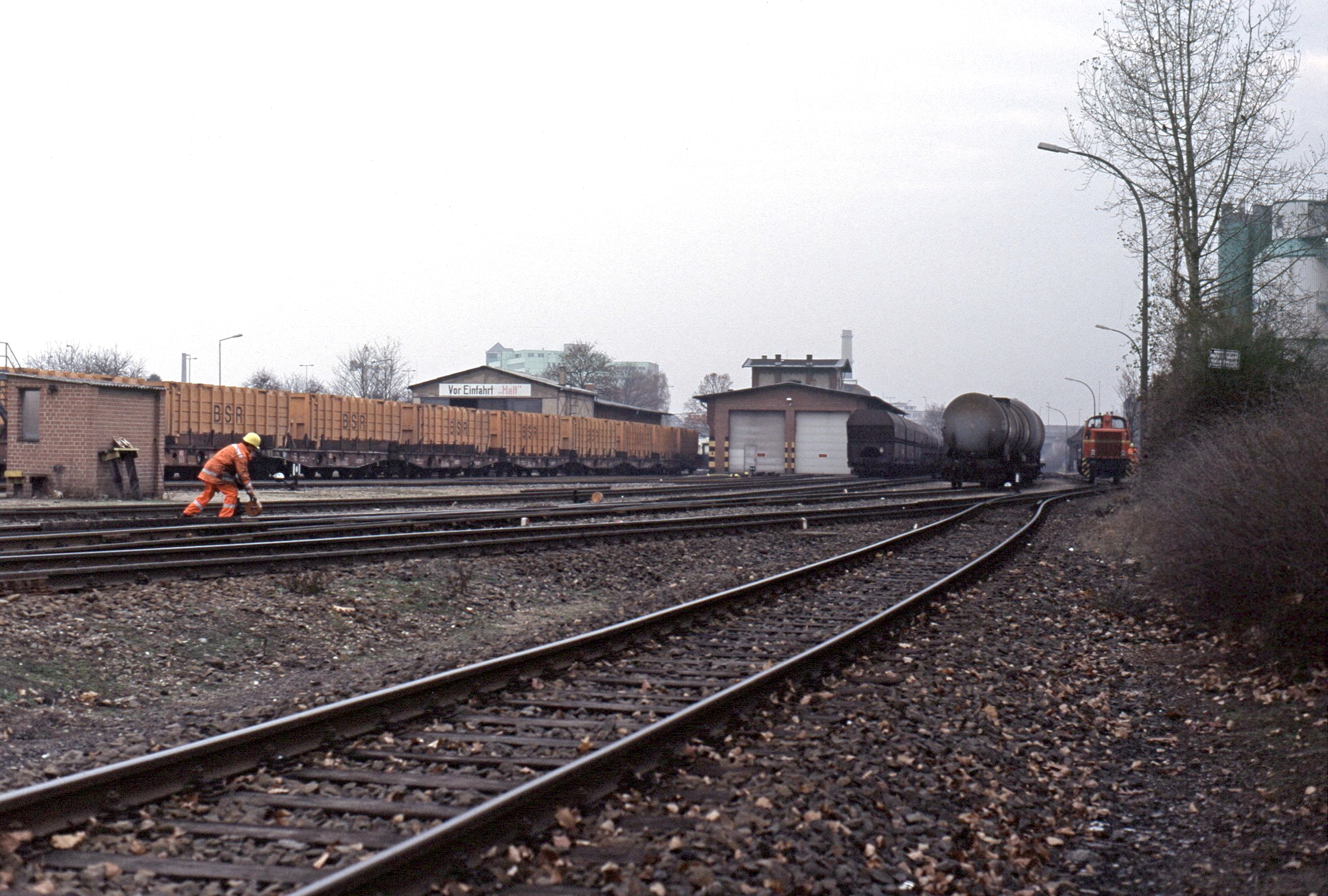
Bahnhof Berlin Teltowkanal, Rangierer stellt Handweiche, links Wagen mit Containern der BSR, rechts
Lok ML 00613, 1997

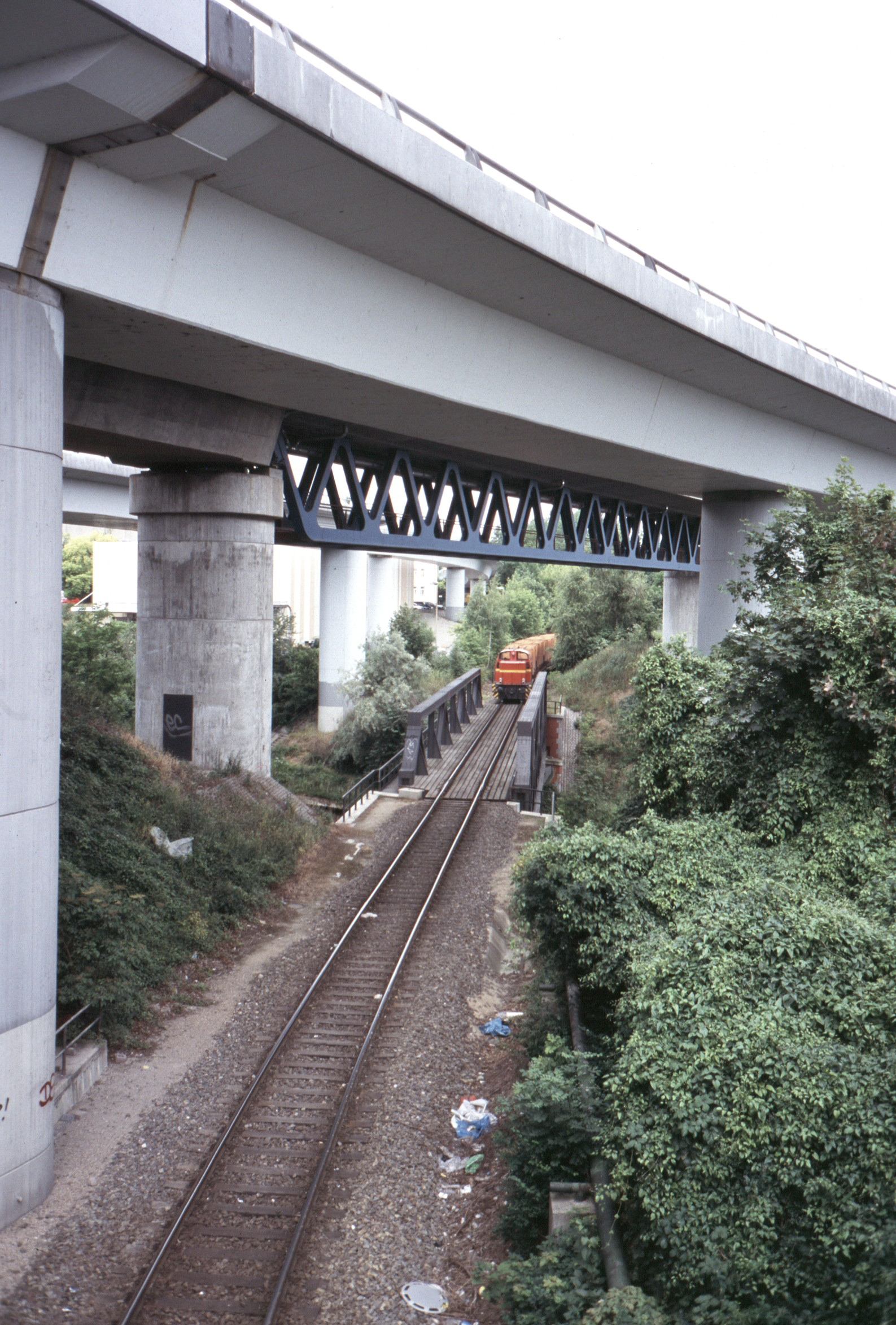
Strecke mit Brücke über den Teltowkanal, gleichzeitig unter der Stadtautobahn, 2004

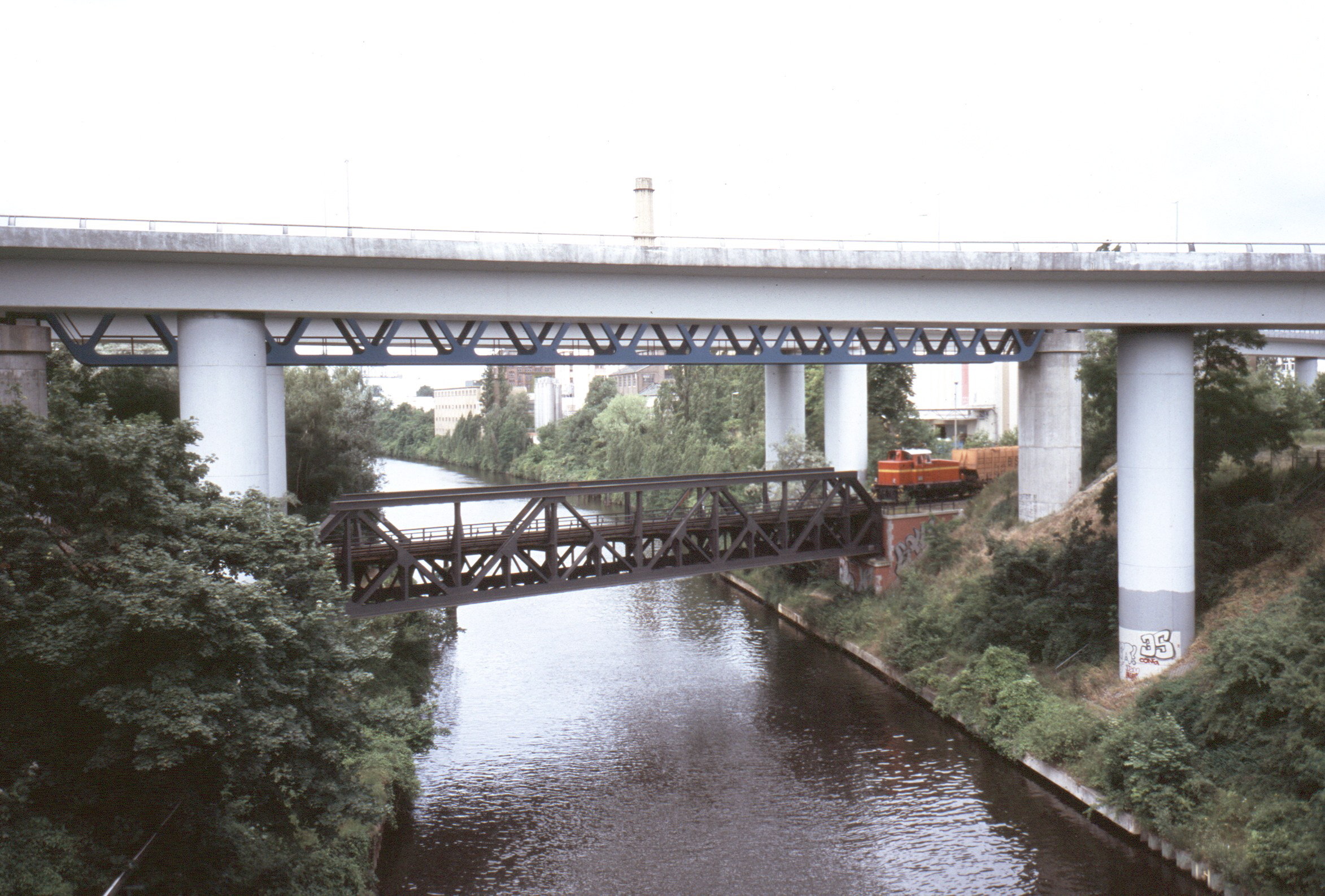
Brücke über den Teltowkanal mit Müllzug der NME, 2004

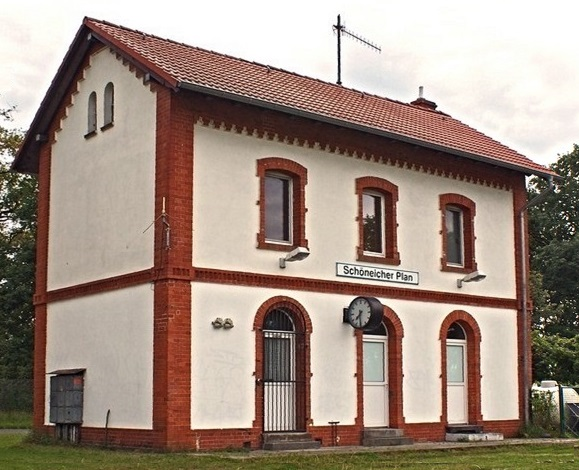
In Mittenwalde-Telz befindet sich am 1903 eröffneten Bahnhof Schöneicher Plan das letzte noch erhaltene NME-Empfangsgebäude.

Nach anfänglichen Schwierigkeiten, die Endpunkte in Berlin und Mittenwalde festzulegen, ergab sich dieser Streckenverlauf.
Ausgangspunkt und damit die Kilometerzählung begannen am Ringbahnhof Hermannstraße, der ein bequemes Umsteigen von der S-Bahn erlaubte und die Nutzung des Rixdorfer Güterbahnhofs ermöglichte. Nach Süden schlossen sich zum Zeitpunkt der Eröffnung die Bahnhöfe an:
- Britz als ursprünglicher Betriebsbahnhof nach 4,1 Kilometern
- Buckow nach 6,4 Kilometern
- Rudow nach 9,7 Kilometern
- Schönefeld nach 13,0 Kilometern
- Selchow nach 16,8 Kilometern
- Groß Kienitz nach 19,2 Kilometern
- Brusendorf nach 21,7 Kilometern
- Mittenwalde nach 27,0 Kilometern

Wesentliche Erweiterungen waren
- Verlängerung bis zum Schöneicher Plan am 26. Mai 1903 (Kilometer 31,4)
- Abzweig nach Rudow Anfang 1907 (Kilometer 8,1)
- Errichtung des Bahnhofs Teltowkanal am 23. Oktober 1907 (Kilometer 2,5) und Verlagerung des Betriebsbahnhofs aus Britz hierher
- Errichtung des Haltepunkts Mittenwalde Krankenhaus am 3. Juni 1931
- Verlängerung bis Mittenwalde Ost am 15. Mai 1933
- Errichtung einer Gleisverbindung zu den Flugzeugwerken Henschel in den Jahren 1936/37
- Errichtung der Haltestellen Rudow West und Rudow Süd im Mai 1937 (Kilometer 8,7 bzw. 10,8)

## Fahrzeuge
Zunächst standen der Bahn eine dreiachsige und zwei zweiachsige Dampflokomotiven zur Verfügung, die bei Borsig gebaut worden waren. Zudem gab es zehn Personen-, zwei Pack-, fünfundzwanzig Güter- und zwei Bahnmeisterwagen sowie eine Draisine. Bis 1913 wuchs der Lokomotivbestand auf neun Fahrzeuge an, bis auf Lok 5 (Henschel) ebenfalls alle von Borsig. 1938 existierten zehn Lokomotiven, wobei schwächere Fahrzeuge (darunter Lok 1) verkauft und stärkere – gebraucht von der DRG – erworben worden waren. Zudem kamen während der Kriegs- und Nachkriegsjahre Mietlokomotiven der Baureihen 74, 91 und 92 zum Einsatz.
Nach Kriegsende war als Kolonnenlokomotive eine Maschine der „Kriegsbaureihe“ 52 52 5014 (Orenstein & Koppel Nr.: 14 093 von 1944) auf den Gleisen unterwegs. Lok 5(II) musste an die sowjetische Besatzungsmacht abgegeben werden. In den ersten Nachkriegsjahren besaß die Bahn acht Dampflokomotiven.
Bis Anfang der 1960er Jahre gab es bei der NME Dampfbetrieb. Dampflok 6 stand noch im April 1967 abgestellt im Bahnhof Teltowkanal. Seit 1936 gab es im Personenverkehr auch zwei Verbrennungstriebwagen, das vierachsige Drehgestellfahrzeug T1 („Rasender Rixdorfer“) und den kürzeren, zweiachsigen T2 („Fliegender Hermann“). Um 1958 tauchte die erste Diesellokomotive auf, eine ehemalige Wehrmachtslok der Baureihe V 20, die die Bezeichnung DL 00601 erhielt. Sie wurde von der OHE gegen den Triebwagen 1 eingetauscht. Ein Jahr darauf folgte ihr als DL 00602 eine R 40 C von Jung.
1951 wurde der Triebwagen 2 in der Hauptwerkstatt der BVG aufgearbeitet, jedoch nur noch für Betriebszwecke verwendet. In den 1950er Jahren wurden einige Dampflokomotiven abgestellt, 1959 von Krauss-Maffei die Rangierlokomotive DL 00603 (Typ ML 440 C) erworben. 1963 kam als ML 00604 (Jung R 42 C) eine weitere dreiachsige Maschine von Jung dazu. Mit 700 PS wesentlich stärker war die Krauss-Maffei-Lok ML 00605 (Typ Krauss-Maffei ML 700 C), die 1966 in Dienst gestellt wurde.
In den Jahren 1986/87 wurden die jetzt als ML (statt DL) bezeichneten Lokomotiven 00602 und 00603 durch zwei baugleiche Maschinen von Henschel (Bauart DHG 700 C; ML 00606 und 00607) ersetzt. Vor der Jahrtausendwende kamen noch die Lokomotiven ML 00612 (Jung RC 43 C; gebraucht von der Industriebahn Berlin erworben) und ML 00613 (Krauss-Maffei; vormals Stinnes AG) dazu. Die Lokomotiven ML 00608 und 00609 gehören zur Baureihe G 321 B von MaK. Die zweiachsigen Rangierlokomotiven ML 00610 und 00611 weilten als Mietmaschinen von Henschel (beide Typ DHG 300 B) zwischen 1994 und 1999 bzw. 2000 bei der NME. Die ML 00612 wurde 2020 an die Misburger Hafengesellschaft verkauft.

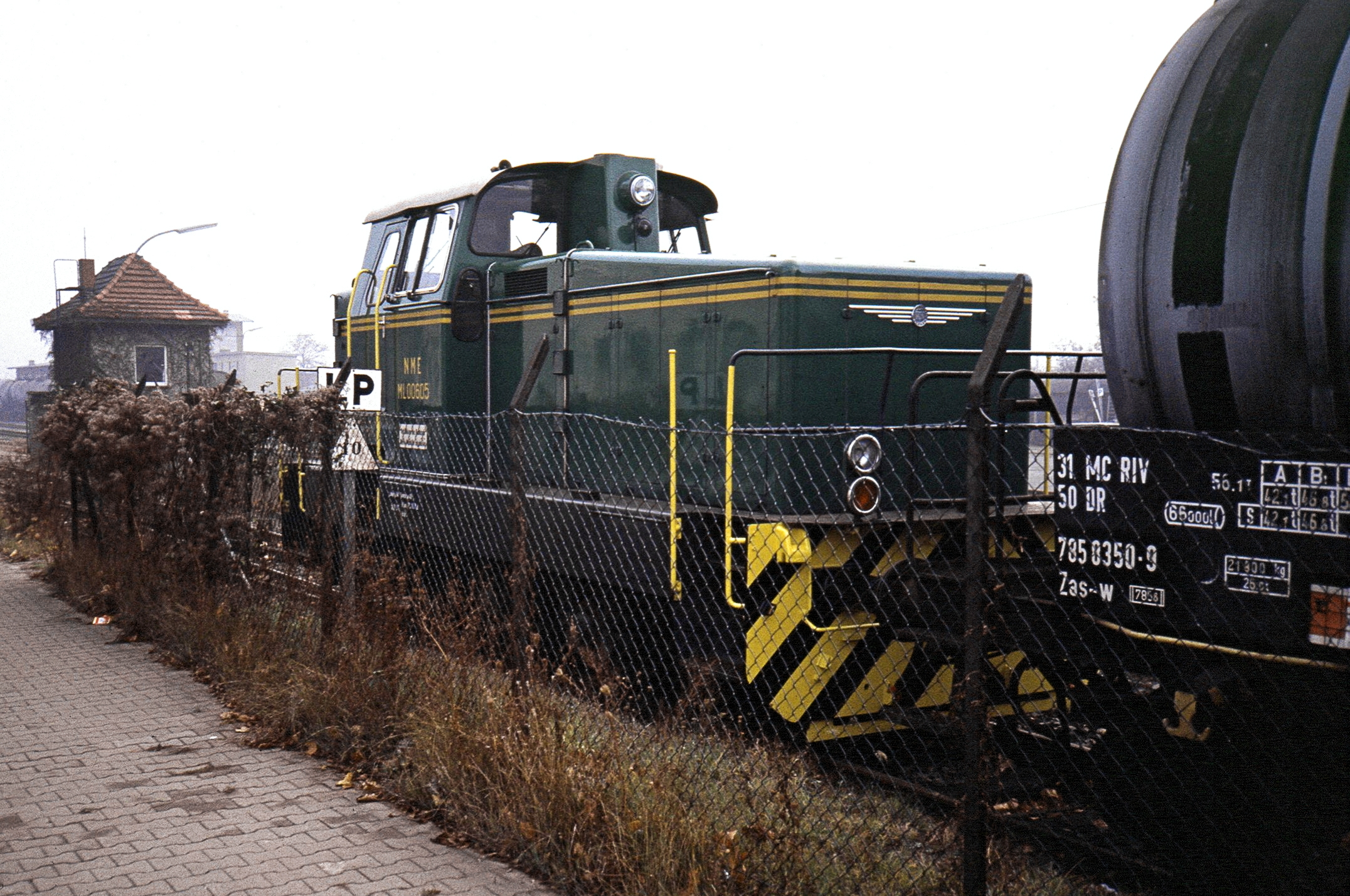
Lok ML 00605 mit Kesselwagen für das Kraftwerk Rudow im Bahnhof Teltowkanal, 1988
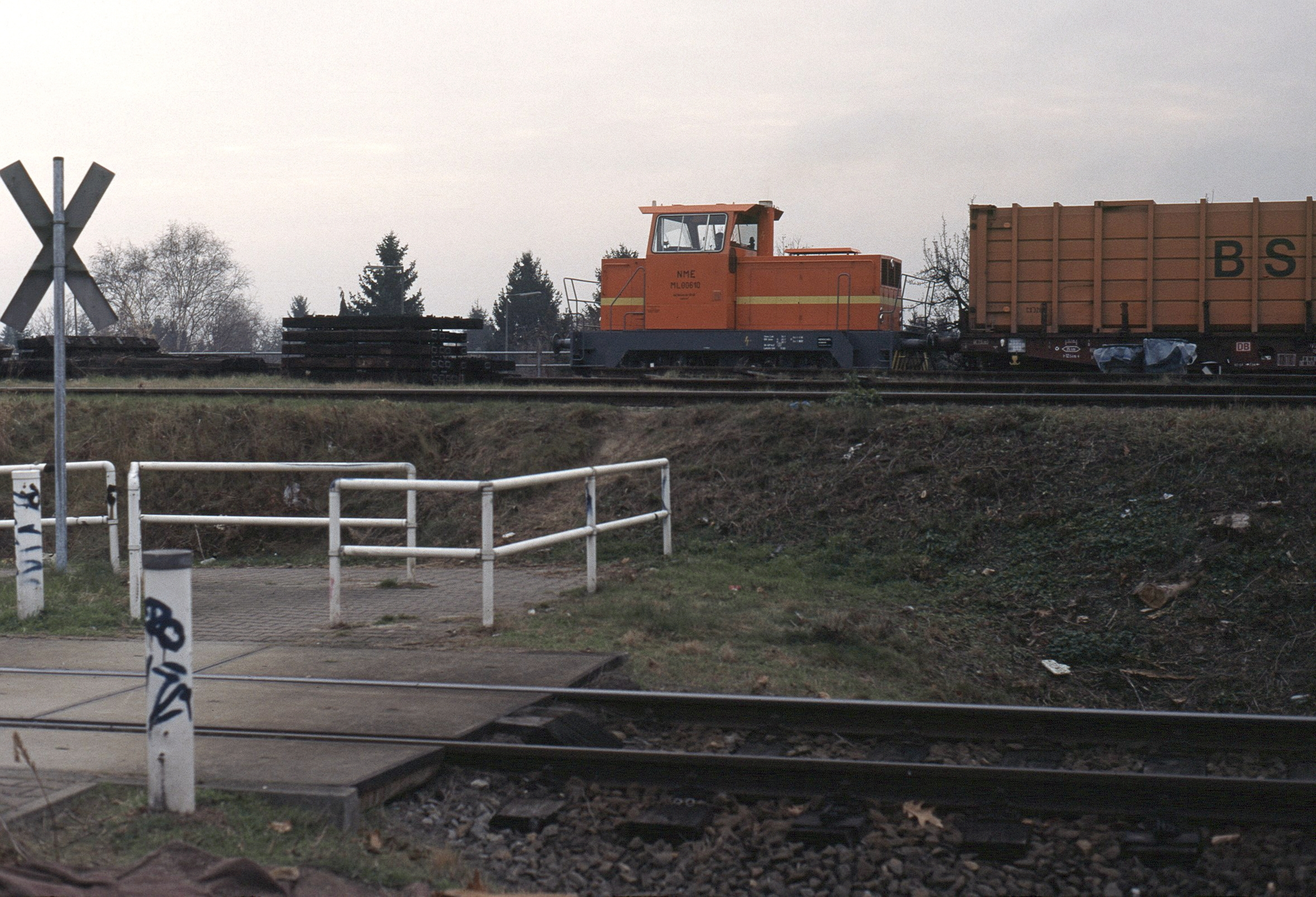
ML 00610 im Bahnhof Teltowkanal, 1997
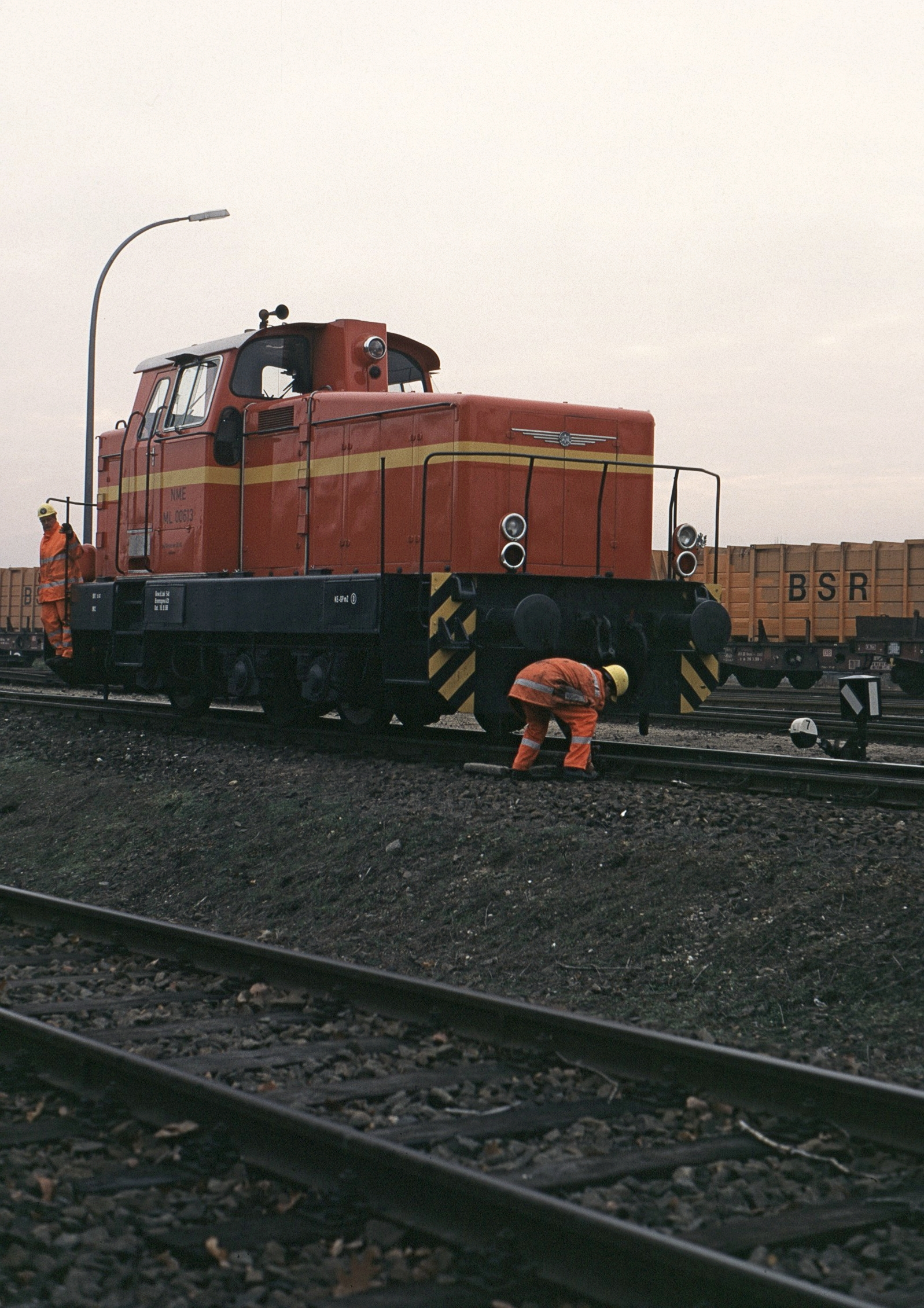
ML 00613 im Bahnhof Teltowkanal, 1997
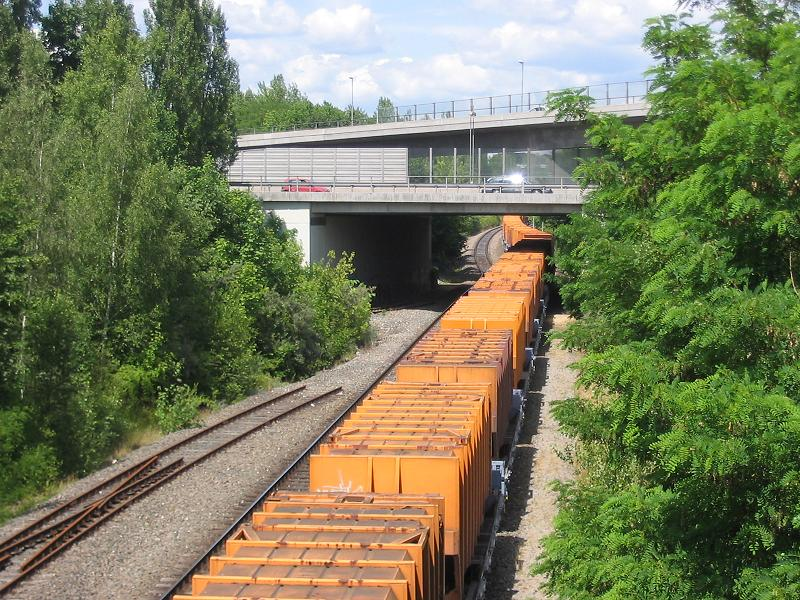
Müllgüterzug an der Teilestraße, 2006

Bis Ende 2021 besaß die NME die letzten beiden Reisewagen von der Deutschen Weinstraße (ein Barwagen und ein Speisewagen) und setzte sie für private Sonderfahrten bis 2019 auf ihrem Streckennetz ein. Gezogen wurden die Wagen von den eigenen Loks. Die Wagen wurden im Mai 2021 von den Museumseisenbahn Hanau erworben und ins Rhein-Main-Gebiet zur Wiederinbetriebnahme überführt.

## Trivia
Berühmtheit erlangte der Personenbahnhof Hermannstraße der NME durch den Umstand, dass Wilhelm Voigt, bekannt als der Hauptmann von Köpenick, auf der dortigen Toilette seine Uniform wieder ablegte.